# 大南路
大南路是中國廣州市越秀區的一條東西走向的道路，位於北京路以西，廣州起義路以東。东面与文明路、北京路相连，西面与广州起义路连接，全長294米，寬12.2米。

## 歷史
1920年市政府拆城牆開馬路，因路东端原有大南門而得名。文化大革命期間，大南路被改名為“延安一路”，至1982年復名。

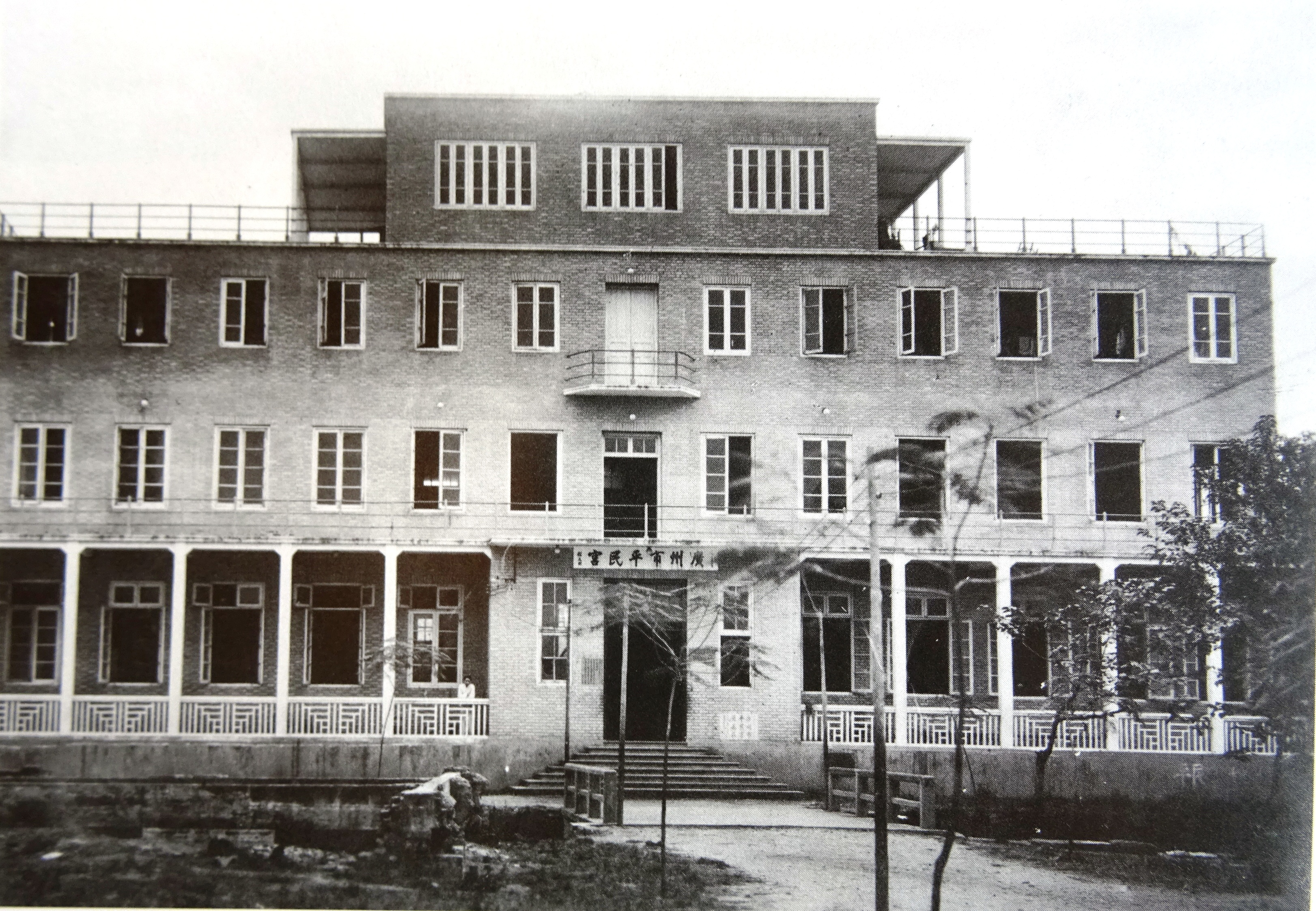
大南路的平民宮於1931年尾落成，為工薪階層提供集體宿舍，現由燈飾城使用改動較多。

## 特色
大南路西段為著名的鮮花街，有較多販賣花卉的商舖；中段和東段則有較多經營裝修、燈飾等用品的商店。
因为本路段在对骑楼等的保护较佳，使得该段路的历史风貌保护较好。

## 兩旁的主要建築物/機構
由東往西排列
- 大南路小學
- 廣州市越秀區兒童醫院

## 公共交通
- 广州地铁6号线北京路站

均在鄰近大南路位置設有出口。